# ArchiCAD
ArchiCAD, es un software de Modelado de información de construcción (BIM, Building Information Modeling), desarrollado por la empresa húngara Graphisoft, disponible para sistemas operativos Windows y Mac OS. Permite al usuario un diseño paramétrico de los elementos, con un banco de datos que contiene el ciclo de vida completo de la construcción, desde el concepto pasando por la edificación y la operación.

Niveles de desarrollo BIM (LOD) con los aspectos y escalas que abarcan según su grado.

## Características
BIM es un paradigma del dibujo asistido por computadora que permite un diseño basado en objetos inteligentes y en tercera dimensión. De este modo facilita el trabajo en 3D y 2D a la vez, pudiendo ahorrar tiempos en presentaciones y etapas del proyecto arquitectónico y permitiendo actualizar automáticamente toda la documentación de manera instantánea, sin la intervención del usuario para cambiar manualmente todas las vistas, planos, metrados, etc.
El desarrollo de ArchiCAD comenzó en 1982 originalmente para Macintosh, donde se convirtió en un software popular. Está reconocido como el primer software de CAD para computadora personal capaz de crear tanto dibujos en 2D así como 3D.{{}}
ArchiCAD permite a los usuarios trabajar con objetos paramétricos con datos enriquecidos -usualmente llamados por los usuarios "smart objects"- siendo pionero en aplicar el término BIM (Building Information Modeling), cuyo concepto se basa en generar, no sólo dibujos 2D sino un modelo virtual completo del edificio, el cual conlleva toda una base de datos con información constructiva de todo tipo. Ésta es la principal diferencia operacional respecto a otros programas de CAD analíticos como AutoCAD o Microstation. Este programa permite a los usuarios crear "edificios virtuales" con elementos constructivos virtuales como paredes, techos, puertas, ventanas y muebles; una gran variedad de pre-diseños y objetos personalizables vienen con el programa.
ArchiCAD permite trabajar al usuario con representaciones 2D o 3D en pantalla. Los diseños en "Dos dimensiones" pueden ser exportados en cualquier momento, incluso en el modelo; la base de datos siempre almacena los datos en "Tres dimensiones". Planos, alzados y secciones son generados desde el modelo del edificio virtual de tres dimensiones y son constantemente actualizados. Los diseños detallados están basados en porciones alargadas del modelo, con detalles en 2D añadidos.
Desarrolladores externos y algunos fabricantes para arquitectura han desarrollado librerías de componentes arquitectónicos para usar en ArchiCAD, gracias a que el programa incluye un lenguaje de descripción geométrica (GDL) usado para crear nuevos componentes. La última apuesta de la compañía se centra en este aspecto, poniendo a disposición de los usuarios una web que funcionará como almacén en línea de objetos. Esto permite el intercambio de objetos desarrollados por distintos usuarios, así como por empresas de mobiliario, etc., que se encarguen de elaborar versiones virtuales de sus productos.
ArchiCAD puede importar y exportar archivos con extensión DWG, DXF, IFC y SketchUp entre otros. 
Graphisoft es un activo miembro de la International Alliance for Interoperability (IA), una organización industrial para publicar estándares de archivos e interoperabilidad de datos para CAD arquitectónico.

### Características principales
- Fundamentalmente Archicad, es un software por el cual se puede construir edificaciones, inicialmente en un ámbito 2D (desde planta), basándose en parámetros básicos, tales como altura, largo, espesor y elevación , en el caso de muros, y alturo, ancho , largo y elevación en el caso de objetos, además el uso de este conlleva un conocimiento básico de términos usados en la arquitectura, puesto que los ámbitos más específicos (puertas, ventanas, escaleras, forjados y techos) se usan parámetros tales como: alféizar, telar, paso, contrapaso, etc

- La vista en planta, no es tomada desde una cámara en el infinito, como es visible en AutoCAD, sino que se radica en un corte paralelo al horizonte.

## Historia
En 1984 fue lanzada la primera versión de ArchiCAD, bajo el nombre Radar CH, cuya versión se vendió en dos partes su módulo 2D y 3D; y se lanzó únicamente para computadoras Apple Lisa.

## Interfaz
ArchiCAD La interfaz ArchiCAD está compuesta por barras de herramientas y menús desplegables, que pueden ser personalizables a acorde a las necesidades del usuario. También dispone de un navegador de proyectos en el cual, el usuario puede visualizar la composición del proyecto y sus diferentes categorías.
Además, al programa se le pueden agregar pequeñas extensiones llamadas goodies que extienden la funcionalidad de ArchiCAD. Estas goodies no están integradas de manera predeterminada en el programa, se tienen que descargar del sitio oficial de fabricante.
Por otra parte, ArchiCAD ofrece un lenguaje propio conocido como GDL, el cual, es utilizado para programar objetos parametricos, con el cual, se enriquece la base de objetos del programa. El lenguaje GDL, esparecido al lenguaje Basic. Todos los objetos creados en el programa, utilizan las extensiones GSM o LCF.

## Plataformas y tipos de licencias
ArchiCAD, en sus últimas versiones, está disponible para los sistemas operativos Microsoft Windows, Mac OS X (PowerPC), Mac OS X (Intel). 
Tiene versiones comerciales y educativas, que pueden ser instaladas con el mismo instalador, donde puede elegir el tipo de licencia. 
- La versión comercial está protegida por una llave física. Si esta llave no está presente, ArchiCAD se ejecuta en modo de Demostración, en el que grabar, copiar y el trabajo en equipo queda deshabilitado; sin embargo imprimir/plotear continúan activos.
- La versión Educacional está protegida por un número de registro que puede ser obtenido en https://myarchicad.com .

## Histórico de las versiones
- 1987 - ArchiCAD 3.2
- 1991 - ArchiCAD 4.1
- 1993 - ArchiCAD 4.12
- 1994 - ArchiCAD 4.5
- 1995 - ArchiCAD 4.55
- 1996 - ArchiCAD 5.0
- 1997 - ArchiCAD 5.1
- 1998 - ArchiCAD 6.0
- 1999 - ArchiCAD 6.5
- 2001 - ArchiCAD 7.0
- 2002 - ArchiCAD 8
- 2003 - ArchiCAD 8.1
- 2004 - ArchiCAD 9
- 2006 - ArchiCAD 10
- 2007 - ArchiCAD 11
- 2007 - ArchiCAD STAR(T)Edition 2007
- 2008 - ArchiCAD STAR(T)Edition 2008
- 2008 - ArchiCAD 12
- 2009 - ArchiCAD 13
- 2010 - ArchiCAD 14
- 2011 - ArchiCAD 15
- 2012 - ArchiCAD 16
- 2013 - ArchiCAD 17
- 2014 - ArchiCAD 18
- 2015 - ArchiCAD 19
- 2016 - ArchiCAD 20
- 2017 - ArchiCAD 21 (Lanzamiento versión en español 'SPA' en agosto de 2017)
- 2018 - ArchiCAD 22 (Lanzamiento en abril de 2018)
- 2019 - ArchiCAD 23 (Lanzamiento en junio de 2019)
- 2020 - ArchiCAD 24 (Lanzamiento en junio de 2020)
- 2021 - ArchiCAD 25 (Lanzamiento en julio de 2021)
- 2022 - ArchiCAD 26 (Lanzamiento en julio de 2022)
- 2023 - ArchiCAD 27
- 2024 - ArchiCAD 28 (Lanzamiento en octubre de 2024)